# Wiktor Zieliński
Wiktor Zieliński (* 11. Januar 2001) ist ein polnischer Poolbillardspieler. Er gewann mit den Treviso Open 2017 als bislang jüngster Spieler ein Euro-Tour-Turnier.

## Karriere
Wiktor Zieliński begann 2009 mit dem Billardspielen. Im Juli 2013 gewann er seine erste Medaille bei der Jugend-Europameisterschaft. Beim 14/1-endlos-Wettbewerb der Schüler erreichte er das Halbfinale und unterlag dort seinem Landsmann Krystian Cwikla. Im Dezember 2013 schaffte er es bei der polnischen Meisterschaft der Herren im 10-Ball erstmals in die Finalrunde. Im Achtelfinale verlor er mit 5:7 gegen Piotr Kudlik. Bei der Schüler-EM 2014 gewann er die Bronzemedaille im 8-Ball und im 10-Ball. Mit der polnischen Schülermannschaft wurde er Europameister.
Im April 2015 gelang Zieliński bei den Portugal Open, bei seiner zweiten Teilnahme an einem Euro-Tour-Turnier, erstmals der Einzug in die Finalrunde, bei der er in der Runde der letzten 32 mit 7:9 gegen Miguel Silva verlor. Bei der Schüler-EM 2015 belegte er im 14/1 endlos und im 9-Ball den dritten Platz und wurde mit der Mannschaft Vizeeuropameister. Beim anschließend stattfindenden Euro-Tour-Turnier, den Austrian Open 2015, erreichte er die Runde der letzten 32 und unterlag dort dem damaligen 9-Ball-Europameister der Herren, Francisco Díaz-Pizarro, nur knapp mit 7:9. Bei den Dutch Open 2015 schaffte er es erstmals auf der Euro-Tour ins Achtelfinale und schied dort gegen Jonni Fulcher aus. Im April 2016 erreichte er nach Siegen gegen Ruslan Tschinachow und Andrei Seroschtan das Viertelfinale der Austrian Open, das er mit 7:9 gegen Joshua Filler verlor. Im Euro-Tour-Ranking belegte er daraufhin den 26. Platz. Bei den North Cyprus Open 2016 erreichte er erneut die Runde der letzten 32.
Bei der Jugend-Europameisterschaft 2016 zog er bei allen vier Einzelwettbewerben der Schüler ins Finale ein; Nachdem er sich im 14/1 endlos mit 75:66 gegen Titelverteidiger Fjodor Gorst durchsetzen konnte, unterlag er in den Disziplinen 10-Ball und 8-Ball dem Bosnier Sanjin Pehlivanović. Im Finale des abschließend stattfindenden 9-Ball-Wettbewerb besiegte er den Litauer Kęstutis Žadeikis mit 7:5. Mit der polnischen Schülermannschaft belegte er den dritten Platz. Wenige Tage später zog er bei den Albanian Open zum dritten Mal in Folge und zum insgesamt fünften Mal in die Finalrunde eines Euro-Tour-Turniers ein. Im Achtelfinale verlor er gegen Ruslan Tschinachow. Beim darauffolgenden Euro-Tour-Turnier, den Dutch Open 2016, schied er in der Runde der letzten 32 mit 8:9 gegen Petri Makkonen aus. Wenig später schied er bei den Kuwait Open in der Vorrunde aus. Bei der U17-Weltmeisterschaft 2016 erreichte er das Halbfinale, in dem er dem späteren Weltmeister Zheng Xiaohuai knapp mit 7:8 unterlag.
Im März 2017 zog Zieliński bei den Morocco Open nach Siegen gegen Ralf Souquet und Francisco Díaz-Pizarro ins Finale ein und verlor mit 3:11 gegen Niels Feijen. Einen Monat später erreichte er bei den Portugal Open zum zweiten Mal das Viertelfinale eines Euro-Tour-Turniers und schied mit 7:9 gegen Souquet aus. Im Euro-Tour-Ranking kam er damit erstmals unter die Top 16. Bei der Schüler-EM 2017 gelang ihm im 14/1 endlos durch einen 75:40-Finalsieg gegen Sanjin Pehlivanović die Titelverteidigung. Nachdem er im 10-Ball bereits im Halbfinale ausgeschieden war, traf er in den Endspielen im 8-Ball und 9-Ball erneut auf den Bosnier, dem er sich mit 4:6 beziehungsweise 6:7 geschlagen geben musste. Bei der U17-Weltmeisterschaft 2017 gewann er nach einer 4:9-Halbfinalniederlage gegen den späteren Weltmeister Pehlivanović die Bronzemedaille. Wenig später kam er bei den Treviso Open 2017, dem letzten Euro-Tour-Turnier des Jahres, erstmals über das Viertelfinale hinaus. Nachdem er unter anderem den früheren Weltmeister Daryl Peach und Denis Grabe besiegt hatte, gewann er im bis dahin kürzesten Euro-Tour-Finale gegen den Österreicher Mario He mit 9:1 und wurde mit 16 Jahren, 10 Monaten und 7 Tagen der bislang jüngste Sieger der Turnierserie.

## Erfolge
- 14/1-endlos-Schülereuropameister: 2016, 2017
- 9-Ball-Schülereuropameister: 2016
- Sieger Euro-Tour 9-Ball: Treviso Open 2017